# Krowica (gmina)
Gmina Krowica – dawna gmina wiejska funkcjonująca w latach 1941–1944 pod okupacją niemiecką w Polsce. Siedzibą gminy była Krowica Hołodowska.
Gmina Krowica została utworzona przez władze hitlerowskie z terenów okupowanych przez ZSRR w latach 1939–1941, stanowiących przed wojną główną część zniesionej gminy Lisie Jamy – Budomierz, Hruszów, Krowica Hołodowska, Krowica Lasowa, Krowica Sama i Sieniawka, a także wsie Dąbrowa i Łukawiec z (niezniesionej) gminy Lubaczów. Tereny te należały przed wojną do powiatu lubaczowskiego w województwie lwowskim II Rzeczypospolitej. Gmina weszła w skład powiatu rawskiego (Kreishauptmannschaft Rawa Ruska), należącego do dystryktu Galicja w Generalnym Gubernatorstwie. W skład gminy wchodziły miejscowości: Budomierz, Dąbrowa, Hruszów, Krowica Hołodowska, Krowica Lasowa, Krowica Sama, Łukawiec i Sieniawka.
W 1944 roku przywrócono podział administracyjny sprzed wojny, likwidując tym samym gminę Krowica; obszar gminy powrócił w granice Polski, natomiast miejscowość Hruszów została włączona do Ukraińskiej SRR.